# 布魯斯城堡

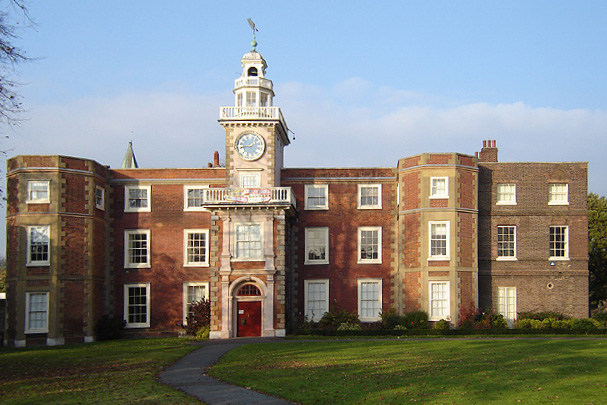
布魯斯城堡的南面景觀

布魯斯城堡（Bruce Castle）位於英國倫敦托特納姆的附近，是英國政府被列保護之一級登錄建築。對於建築建造確切日期有所爭議，雖然大部分學者認為是16世紀，但部分學者則說可遠溯自15世紀。這城堡為莊園時代之夏靈基貴族所造建，之所以珍貴，在該城堡為英國現存最古老的磚造建物。
經過數度主權易主或做為學校校舍後，於19世紀後，被成功轉型成現今博物館功能，其附近公園景觀則被長期對外開放。